# Arroyo Catalán Seco
L'Arroyo Catalán Seco és un rierol del nord de l'Uruguai, ubicat al departament d'Artigas. Forma part de l'Arroyo Catalán.
El Catalán Seco s'estén al llarg de la Cuchilla de Belén, al nord del rierol Sepulturas i al nord-est del Catalán Grande. Fa un recorregut paral·lel al de la ruta 30. Al nord es troba la Cuchilla del Catalán i a l'est el Cerro del Zorro i el Cerro del Cabo de San Juan.